# Helophilus cingulatus
Helophilus cingulatus är en tvåvingeart som först beskrevs av Fabricius 1775.  Helophilus cingulatus ingår i släktet kärrblomflugor, och familjen blomflugor. Inga underarter finns listade i Catalogue of Life.